# 阿尔托夫
阿尔托夫（法語：Altorf，法語發音：[altɔʁf] ⓘ）是法国下莱茵省的一个市镇，属于莫尔塞姆区。

## 地理
阿尔托夫（48°31'20"N, 7°31'42"E）面积10.19 平方千米，位于法国大東部大區下莱茵省，该省份为法国大陆部分最东部的省份，是阿尔萨斯的一部分，今与上莱茵省组成了阿尔萨斯欧洲集体，其南至上莱茵省，西南接孚日省和默尔特-摩泽尔省，西接摩泽尔省，北与德国接壤。
与阿尔托夫接壤的市镇（或旧市镇、城区）包括：莫尔塞姆、达克斯坦、多尔利赛姆、迪特勒奈姆、莫尔塞姆附近格里赛姆、伊讷奈姆。
阿尔托夫的时区为UTC+01:00、UTC+02:00（夏令时）。

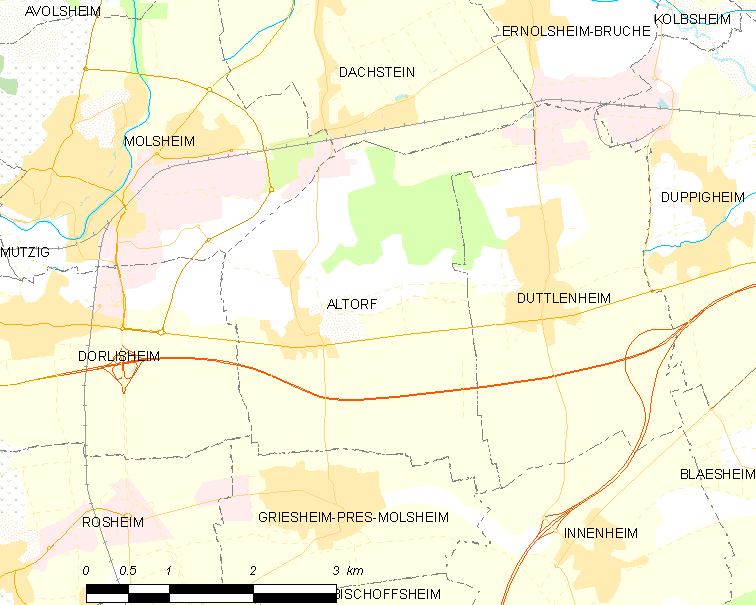
阿尔托夫的OSM定位图

## 行政
阿尔托夫的邮政编码为67120，INSEE市镇编码为67008。

## 政治
阿尔托夫所属的省级选区为莫尔塞姆县。

## 人口

1962-2008年间阿尔托夫人口变化图示

阿尔托夫于2022年1月1日时的人口数量为1445人。